# Aldomén
Az aldomén (aldomain) vagy altartomány (subdomain) az internet hierarchikus, a névfeloldást végző Domain Name Systemjében egy olyan tartomány, ami egy nagyobb tartomány részét képezi.
Az aldomén (aldomain) a fő domain részhalmaza, amelyet arra használnak, hogy egy meglévő webhelyet eltérő oldal-URL alatt tegyenek elérhetővé. Az aldomainek az URL elején találhatók. A „support.google.com” például a „google.com” aldomainje. A legismertebb aldomén (aldomain) a "www". A google kereső ezért meg is különbözteti a "www.domainnev.hu" oldalt, a "domainnev.hu" oldaltól.
Aldomén-t (aldomain) csak a fődomain tulajdonosa hozhat létre. Az aldomain nem létezhet a fődomain nélkül. A legtöbb szolgáltató ezért ad ingyenes aldomaint, mert nem szükséges hozzá domain regisztráció.

## Áttekintés
A Domain Name System (DNS) fastruktúrába, illetve hierarchiába van szervezve, ahol a fa minden csomópontja egy tartománynévnek felel meg. Egy altartomány olyan tartomány, ami egy nagyobb tartomány része; a gyökértartomány az egyetlen olyan tartomány, ami nem altartomány is egyben. Például, a mail.example.com és a calendar.example.com az example.com tartomány altartományai, ami viszont a com legfelső szintű tartomány (TLD) altartománya.

Az altartomány kifejezés relatív függésre, nem abszolút függésre utal: így a wikipedia.org az org tartomány altartományát alkotja, a hu.wikipedia.org pedig a wikipedia.org aldoménje. Elméletben a felosztás 127 szint mélységig terjedhet, és minden egyes DNS-címke legfeljebb 63 karakter hosszúságú lehet, de a teljes doménnév hossza nem haladhatja meg a 255 karaktert. A gyakorlatban sok doménregisztrátor ennél rövidebb korlátokat állapít meg.

## Felhasználása
Az aldomének közül tipikusan a második szintű tartományok azok, amiket a doménregisztrátorok jegyeznek be. Köznapi használatban ezeket nevezik doménneveknek.
Az alacsonyabb szintű aldoméneket gyakran arra használják, hogy a szervezet doménjén belül elkülönítsenek egy részleget, funkciót vagy szolgáltatást. Például egy egyetem hozzárendelheti a „cs”-t az informatikai részleghez, ami alatt további aldomének jelölhetnek egy-egy gazdagépet, mint pl. mail.cs.example.edu vagy www.cs.example.edu.

### Szerverfürtök
Az alkalmazástól függően, egy doménen vagy aldoménen belüli rekord utalhat egy állomásnévre (hostname), vagy több, fürtbe kötött számítógép által nyújtott szolgáltatásra. Egyes weboldalak különböző aldoménjei más-más szerverfürtre vagy adatközpontra hivatkoznak. Például a www.example.com a Szerverfürt 1-re vagy Adatközpont 1-re mutat, míg a www2.example.com a Szerverfürt 2-re vagy Adatközpont 2-re mutat stb.

## Számozott altartomány-címek
A WWW2 és a WWW3 olyan hosztnevek vagy aldomén-címek, amelyeket általában egymással szorosan kapcsolódó weboldalak egy sorozatának azonosítására használnak, mint például www.example.org, www2.example.org és www3.example.org. A sor tovább folytatható: WWW4, WWW5, WWW6, stb. Hagyományosan az ilyen weboldalak olyan tükörszerverek, melyeket a szerverterhelés kiegyensúlyozására használnak. Bizonyos esetekben az adott hosztnév elrejtésre kerül, azt a látszatot keltve, hogy a felhasználó a www aldomén-címet böngészi, noha valójában csak a tükörszervert.

## Fordítás
- Ez a szócikk részben vagy egészben a Subdomain című angol Wikipédia-szócikk ezen változatának fordításán alapul.  Az eredeti cikk szerkesztőit annak laptörténete sorolja fel. Ez a jelzés csupán a megfogalmazás eredetét és a szerzői jogokat jelzi, nem szolgál a cikkben szereplő információk forrásmegjelöléseként.